# Aubry-le-Panthou
Aubry-le-Panthou är en kommun i departementet Orne i regionen Normandie i nordvästra Frankrike. Kommunen ligger i kantonen Vimoutiers som tillhör arrondissementet Argentan. År 2022 hade Aubry-le-Panthou 130 invånare.

## Befolkningsutveckling
Antalet invånare i kommunen Aubry-le-Panthou
| Referens: INSEE |